# Артеменко Михайло Васильович
Михайло Васильович Артеменко (25 лютого 1922, с. Малашковичі, Рогачовський район — 31 серпня 2003) — Герой Соціалістичної Праці (1966).
Член КПРС з 1967. Учасник Другої світової війни. З 1947 тваринник, з 1976 рільник радгоспу «1 травня» Рогачевського району. Звання Героя присвоєно за успіхи у збільшенні виробництва продукції тваринництва. Депутат Верховної Ради БРСР у 1967-71.